# Kevin Richardson (calciatore)
Kevin Richardson (Newcastle upon Tyne, 4 dicembre 1962) è un ex calciatore inglese, di ruolo centrocampista.

## Carriera
Inizialmente arrivato in prestito nel 2000, il Blackpool decide di riscattare il cartellino: Richardson termina la propria carriera da professionista con la maglia del Blackpool a fine stagione.

## Palmarès

### Club

#### Competizioni nazionali
- Campionato inglese: 2

Everton: 1984-1985
Arsenal: 1988-1989
- Coppa d'Inghilterra: 1

Everton: 1983-1984
- Coppa di Lega inglese: 1

Aston Villa: 1993-1994
- Community Shield: 2

Everton: 1984, 1985

#### Competizioni internazionali
- Coppa delle Coppe: 1

Everton: 1984-1985